# 268 (عدد)
268 هو عدد صحيح  طبيعي بين 267 و269

## في الرياضيات

### خصائص
- 268 عدد زوجي
- 268 عدد ناقص
- 268 عدد مضلعي (46 أضلاع-...)